# María Vargas
María de Gador Vargas Galeote (7 de septiembre de 1963) es una exfutbolista, entrenadora y directora deportiva de fútbol española. Actualmente es la directora deportiva del Club Atlético de Madrid Femenino.
María fue junto con Lola Romero la responsable de que el Atlético de Madrid volviese a crear una sección femenina de fútbol en 2001. Fue su primera entrenadora, cargo en el que permaneció siete temporadas, en las que el equipo empezó en el nivel más bajo de la competición y lo dejó en la zona media de la primera División en 2008. Posteriormente como directora deportiva fue responsable del crecimiento del club, que culminó con y las ligas de 2016-17, 2017-18 y 2018-19,dos Copas de la Reina en 2016y 2023, una Supercopa en 2021.

## Inicios
Desde pequeña siempre le gustó correr y con 14 años su profesor de gimnasia la inició en el atletismo, disciplina en la que fue campeona de España. Estudió Educación física y su compañero y jugador del Getafe C. F. Raúl Rebollo, que entrenaba al Parque Alcobendas la llevó al equipo a jugar fútbol.  Compaginó la práctica del fútbol con el hockey sobre hierba, jugando en el equipo de hockey del Atlético de Madrid y siendo preselccionada olímpica, hasta que se decantó por el fútbol.
Con el Parque Alcobendas ganó la primera Copa de la Reina en 1989, que se disputó en Las Gaunas. Jugó en el Atlético Villa de Madrid, equipo femenino del Club Atlético de Madrid que estuvo activo entre 1989 y 1992 y llegó a ser internacional absoluta. Tras la desaparición del Villa de Madrid pasó junto con el resto de jugadoras al Oroquieta Villaverde, equipo dominador del fútbol español en la década de los 90, llegando a ganar 3 ligas y 3 copas de la Reina.
Luego jugó en el Coslada donde fue entrenadora. Entrenando a este club conoció a Lola Romero, que en 1999 acabó jugando de portera en el equipo. En la temporada 2000-01 el C.D. Coslada compitió en la máxima categoría del fútbol quedando décimo en el Grupo 2 pero el 3 de julio de 2001 el nuevo presidente del equipo decidió cerrar la sección femenina del club debido a las deudas.

## Atlético de Madrid

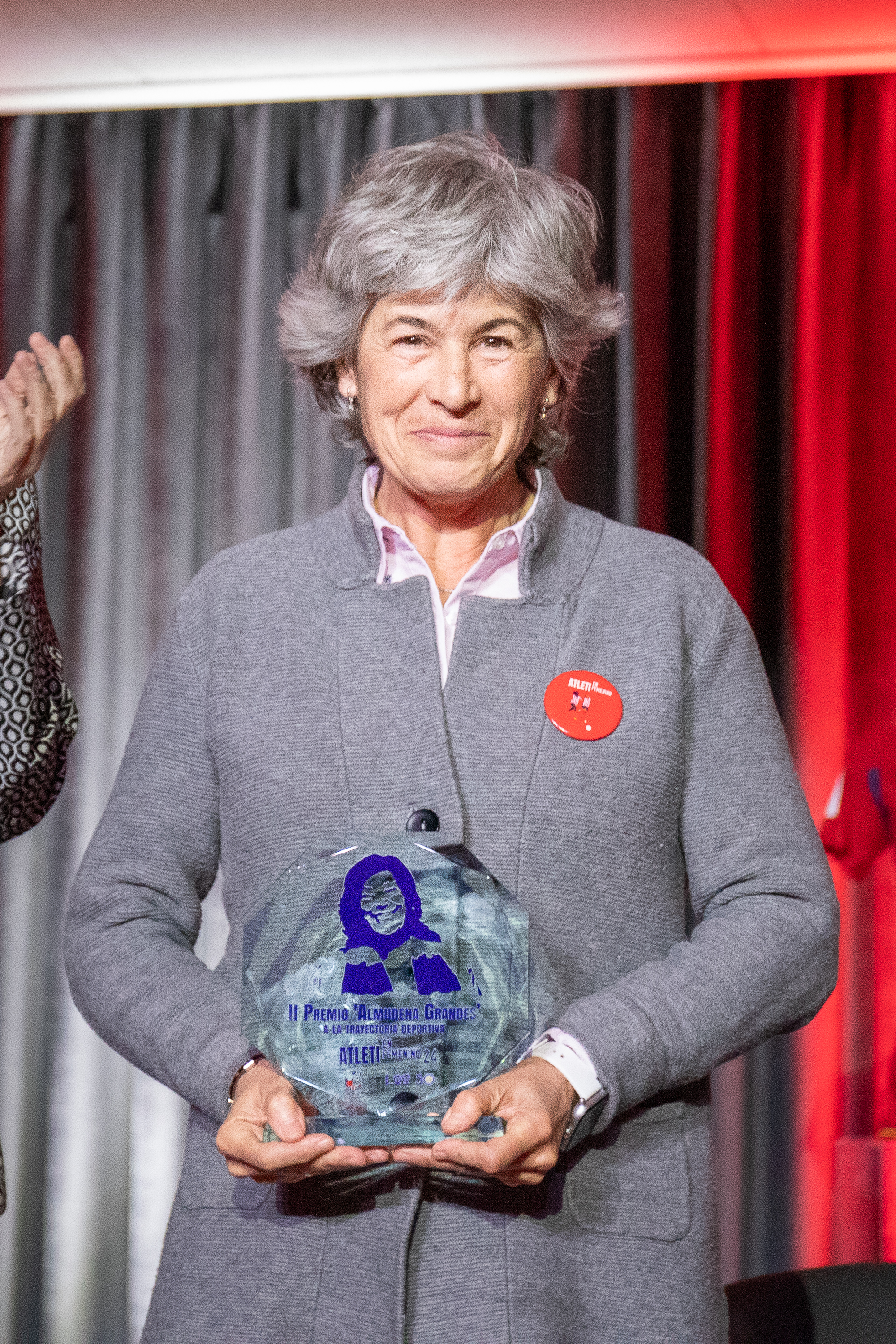
María Vargas recogiendo el premio Almudena Grandes en 2024

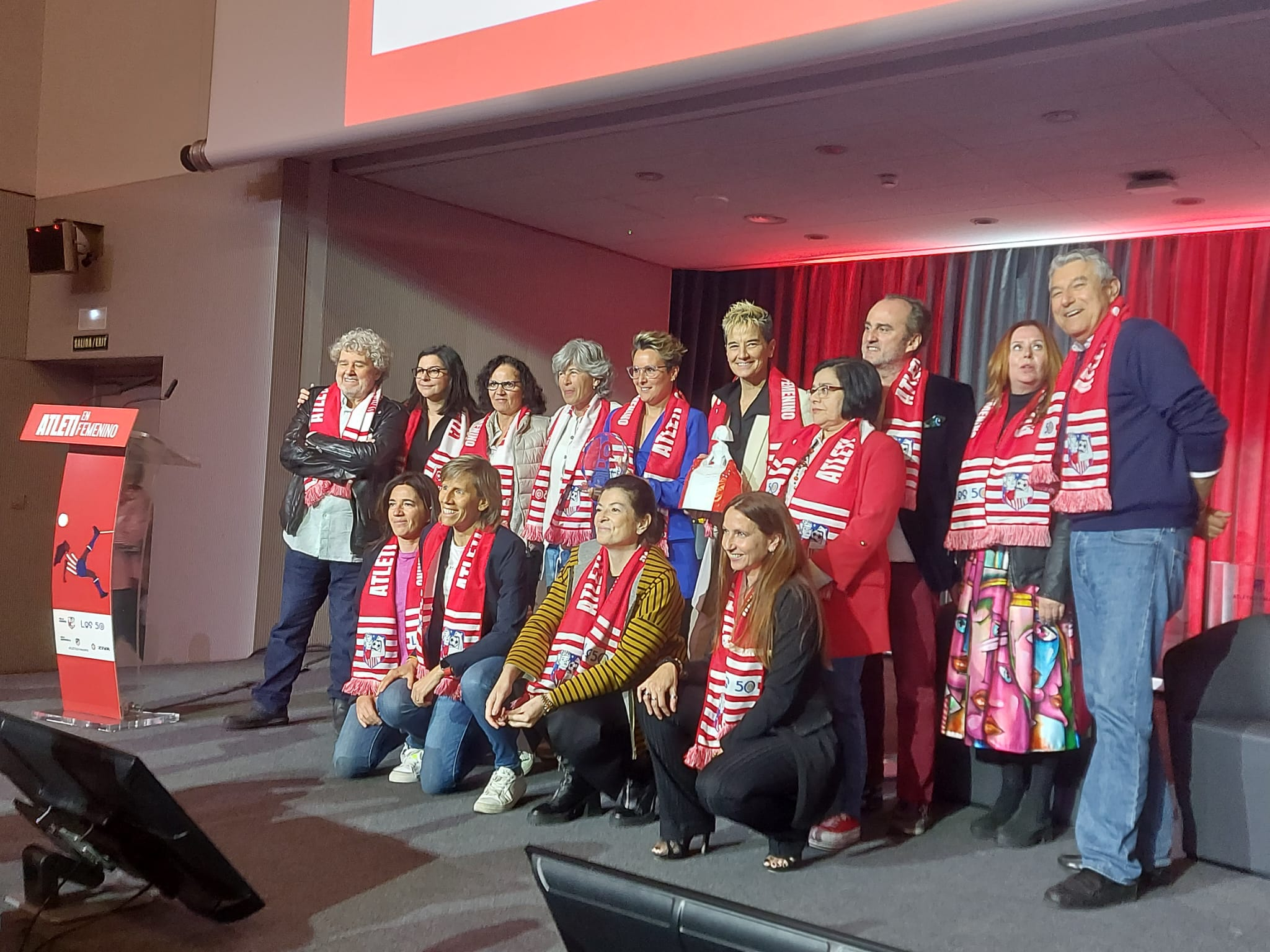
Participantes de la Primera Edición de Atleti en Femenino

### Entrenadora (2001-2008)
Junto con Lola contactaron con el Atlético de Madrid a través del coordinador del fútbol base del club, Víctor Parra, para convencerlos de que abriesen de nuevo la sección femenina del club. El club accedió a su petición y Lola fue nombrada presidenta y María entrenadora. Pudieron mantener el bloque del Coslada pero, por normativa de la RFEF, comenzaron en Primera regional, la última categoría profesional de fútbol femenino.
María se mantuvo como entrenadora durante 7 temporadas. En la temporada 2001-02 ascendió al equipo de primera a preferente regional, y en la 2002-03 ascendió a la segunda categoría nacional, donde se el equipo permaneció durante tres temporadas. En 2006 logró el ascenso a la Superliga donde logró dejar al equipo en la mitad de la tabla dos temporadas y clasificarlo para la Copa de la Reina.

### Directora deportiva (2008 - 2024)
En 2008 las jugadoras solicitaron a la presidenta un cambio de entrenador y María pasó a ser directora deportiva. Bajo la dirección de María el equipo fue creciendo a nivel deportivo. En paralelo estuvo entrenando a distintas categorías inferiores del club.
María contrató a Antonio Contreras como entrenador del primer equipo. El equipo repitió la séptima plaza en la liga en su primera temporada. En la temporada 2009-10 fichó a Leire Landa y Priscila Borja y subieron al primer equipo Marta Carro y Nagore Calderón y terminó en cuarta posición. 
En la temporada 2010-11 la estrella del equipo y canterana Jennifer Hermoso abandonó el club por el Rayo Vallecano y el equipo acabó quinto. Esa temporada María entrenó al Atlético Féminas C que acabó ganando el campeonato de categoría Preferente de Madrid sin perder ningún partido y venciendo por penaltis al Tres Cantos.
En la temporada 2011-12 se cambió al entrenador del primer equipo por Juanjo Carretero y ficha a Sandra Vilanova, Adriana Martín y Claudia Zornoza y se obtiuvo la sexta plaza. Subió en el primer equipo Noelia Gil. María entrenó al Féminas B, que terminó la temporada en quinta posición de la Segunda División Grupo V.
En las temporada 2012-13 María fichó a la joven portera del Sporting Club de Huelva Lola Gallardo, que debutaría esa misma temporada con la selección española. En el apartado de bajas salieron Vilanova, Adriana y Landa. En febrero de destituyó a Carretero y se fichó a Jesús Núñez. Esa temporada el equipo terminó tercero. También entrenó al Atlético de Madrid Sub-13 "C" y ganaron el grupo II del campeonato de liga de la Comunidad de Madrid sin perder ningún partido.
En la temporada 2013-14 fichó a la internacional Silvia Meseguer procedente del Espanyol, a Jade Boho del Rayo y la joven Esther González del Sporting Club de Huelva. De nuevo destituyó al entrenador a mitad de temporada, apostando por el técnico del segundo equipo Ferney Agudelo. El equipo quedó de nuevo tercero en la Liga. También entrenó al Atlético de Madrid Féminas Sub-16 B. El equipo conquistó el grupo II en categoría sub-16 de la Comunidad de Madrid tres jornadas antes de concluir el campeonato.
En la temporada 2014-15 siguió apostando por las jóvenes promesas del Sporting Club de Huelva y fichó a Ángela Sosa. También llegaron Débora García y Mapi León del Espanyol y Brenda Pérez del Valencia. Dejaron el equipo Zonorza y Jade Boho. Miguel Ángel Sopuerta fue nombrado entrenador. Ese año el equipo fue segundo clasificándose para la Liga de Campeones Femenina de la UEFA por primera vez. Esa temporada también entrenó al Juvenil "C" que ganó su liga.
En la temporada 2015-16 el fichaje más destacado es el de la hasta entonces siete veces campeona de liga Sonia Bermúdez procedente del Barcelona y también el de Kenti Robles procedente del Espanyol. Brenda Pérez abandonó el club. Esa temporada Sopuerta fue destituido y su sustituto fue su segundo, Ángel Villacampa. El equipo descendió un peldaño y quedó tercero en la Liga pero ganó su primer trofeo, la Copa de la Reina. También se hizo cargo del Infantil A con el que también ganó su liga mixta y ascendió a primera división.
En 2016 fichó a la internacional Marta Corredera procedente del Arsenal y a Andrea Pereira del Espanyol y la jóvenes promesas Carmen Menayo y Andrea Falcón. Salieron las canteranas Nagore Calderón, Marta Carro y Noelia Gil además de Débora García. El 18 de octubre de 2016 María recibió la Insignia de Plata del comité de entrenadores por los 20 años de su afiliación. Esa temporada el Atlético de Madrid ganó su primera liga.
En la temporada 2017-18 empezó a buscar jugadoras extranjeras y fichó a Ludmila Da Silva, Aurélie Kaci y Viola Calligaris, así como a la prometedora defensa blaugrana Laia Aleixandri y a Carla Bautista del Fundación Albacete. Mapi León se convirtió en el primer traspaso pagado entre clubes españoles al ser fichada por el Barcelona. Priscila Borja también dejó el club. Ese año el equipo volvió a ganar la Liga.
En la temporada 2018-19 el club decidió cerrar el ciclo de Villacampa y nombró a José Luis Sánchez Vera entrenador. Destacó la vuelta de Jennifer Hermoso y el fichaje de Olga García, ambas habituales en la selección española. Como el año anterior se siguió internacionalizando el equipo con la llegada de Dolores Silva, Aïssatou Tounkara, Elena Linari y Alex Chidiac, todas ellas internacionales con sus países. De las jugadoras que dejaron el club destacaron Soni, Corredera y Pereira. El equipo ganó la liga por tercer año consecutivo, ganando todos los encuentros excepto los que les enfrentó con el Barcelona, y fue subcampeón de la Copa de la Reina.
Empezaron la temporada 2019-20 con la baja de Jennifer Hermoso que fichó por el Barcelona, además de la salida de varias jugadoras suplentes en busca de minutos. El club contrató a la internacional Virginia Torrecilla, la goleadora Charlyn Corral y a la nombrada mejor portera del Mundial Sari van Veenendaal entre otras futbolistas. Comenzaron la liga de manera irregular y superaron los dieciseisavos de final de la Liga de Campeones ante el Spartak Subotica con dificultades. El 15 de septiembre estrenaron nueva Ciudad Deportiva en el municipio madrileño de Alcalá de Henares en la jornada 2 de liga frente al Sevilla ante 2 304 espectadores. La temporada estuvo marcada por la irregularidad y los cambios de entrenador. El mayor logro fue eliminar al Manchester City en Liga de Campeones lo que supuso la primera clasificación del equipo para los cuartos de final de la competición. Fueron eliminadas por el F.C. Barcelona en las semifinales de la Supercopa de España y por el Betis en la Copa de la Reina. En enero de 2020 contratan a la mayor promesa del futbol femenino la Venezolana Deyna Castellanos para reforzar el ataque. En marzo la liga se suspendió debido a la pandemia del Covid-19 y en mayo de 2020 la RFEF decidió que no se completase la liga, con lo que el club quedó subcampeón con acceso a la Liga de Campeones de la siguiente temporada. Ese mismo mes Virginia Torrecilla anunció que había sido diagnosticada con un tumor cerebral, del que fue operada con éxito. Su caso fue recogido por muchos medios de comunicación, y recibió mensajes de apoyo de todo el mundo del fútbol.
El 30 de junio de 2020 finalizaron sus contratos 7 jugadoras, entre las que destacaban por su larga trayectoria en el club Lola Gallardo y Kenti Robles. El club decidió contratar jugadoras de trayectoria internacional consagrada como Hedvig Lindahl, Alia Guagni, Turid Knaak, Pauline Peyraud-Magnin y Merel van Dongen. En agosto de 2020 se reanudó la Liga de Campeones, en la que la UEFA participaron con muchas bajas, y perdieron por 1-0 ante el F. C. Barcelona. En el último día del mercado de fichajes Ángela Sosa fue traspasada al Real Betis, tras seis temporadas en las que ganó tres ligas y una Copa de la Reina en los 194 partidos que jugó con el club. La temporada comenzó con varias lesiones,  y el equipo fue muy irregular. En enero de 2021 José Luis Sánchez Vera volvió al equipo sustituyendo a Dani González, que no estaba dando los resultados esperados por el club. El cambio tuvo efectos positivos en un principio, ganado la Supercopa. Sin embargo en los siguientes partidos los resultados fueron irregulares en la liga, en la que acabaron en cuarta posición, que les clasificó para jugar la siguiente edición de la Supercopa de España, pero que no les otorgó plaza para jugar la Liga de Campeones. En la Liga de Campeones fueron eliminadas en octavos de final por el Chelsea.
En la temporada 2021-22 causaron baja las jugadoras cedidas, y las que acababan contrato y se rescindió el contrato de varias jugadoras. Se fichó a jugadoras con experiencia en la liga española, como Maitane López, Sheila García o Bárbara Latorre,  y se recuperó a Lola Gallardo. En la parcela técnica se fue Sánchez Vera y se firmó a Óscar Fernández, procedente del Madrid C. F. F..  Concluyeron en cuarta posición en liga por lo que no lograron el objetivo de volver a clasificarse para disputar la Liga de Campeones. Fueron finalistas de la Supercopa y cayeron en primera ronda de la Copa de la Reina. La temporada estuvo marcada por el regreso de Virginia Torrecilla tras superar un cáncer. 
En la temporada 2022-23 causaron baja las capitanas Amanda Sampedro, Silvia Meseguer y Laia Aleixandri. Amanda dejó el club tras ingresar en la Academia a los 9 años y jugar 15 temporadas con el primer equipo, siendo la jugadora con más temporadas y más partidos jugados en el club. Silvia Meseguer, segunda capitana,  estuvo 9 temporadas con el equipo y en el momento de su despedida era la segunda jugadora con más partidos disputados. Laia Aleixandri, tercera capitana, dejó el Atlético de Madrid tras cinco temporadas. Se volvió a apostar por traer jugadoras españolas, incorporando a las internacionales Marta Cardona, Irene Guerrero, Ainhoa Moraza, o Eva Navarro. En noviembre de 2022 fue elegida Directora de Fútbol Femenino de la Asociación de Directores Deportivos Españoles (ADDE). Tras un inicio de temporada en el que el equipo no ganó a ninguno de sus rivales directos, Óscar Fernández fue destituido y reemplazado por Manolo Cano. El equipo no logró revertir la situación en liga y quedaron cuartas, pero en la Copa de la Reina se clasificaron de forma sólida para la final, en la que se enfrentaron al Real Madrid en el Estadio de Butarque de Leganés, y el equipo ganó el trofeo en la tanda de penaltis tras remontar un 2-0 adverso en el tiempo de descuento.
En la temporada 2023-24 tras ganar la Copa de la Reina, se apostó por la continuidad de las jugadoras titulares y sólo salió Maitane López de las habituales más varias jugadoras con menos minutos. El equipo se mantuvo en la zona objetivo durante la primera vuelta, con solidez defensiva y una buena racha goleadora de Sheila Guijarro. En el mes de enero cayeron eliminadas en la semifinal de la Supercopa y en el mes de febrero tuvieron varios duelos directos en liga en los que no se obtuvieron buenos resultados y se distanciaron de los puestos de cabeza. Tras la eliminación de Copa den semifinales y un mal resultado liguero Manolo Cano fue destituido y lo sustituyó el entrenador del segundo filial Arturo Ruiz. Con el cambio y un buen momento de forma de Lola Gallardo, Xènia Pérez, Rasheedat Ajibade y la recuperación de su lesión de Ludmila da Silva, encadenaron varias victorias consecutivas y finalmente lograron el objetivo de clasificarse para la Liga de Campeones tras ser terceras en liga. Lola Gallardo logró el trofeo Zamora como portera menos goleada del campeonato. En diciembre de 2023 recibió el Premio de la Federación Internacional de Directores Deportivos (FIDS), y en marzo de 2024 le otorgaron el Premio Almudena Grandes en la segunda edición de Atleti en Femenino, organizada por la Asociación Los 50 y la Peña Las Colchoneras. Esta temporada María Vargas delegó las funciones de dirección deportiva del primer equipo en Patricia González. En junio de 2024 fue elegida Vicepresidenta de la Asociación de Directores Deportivos Españoles (ADDE).

### Estadísticas como entrenadora
| Club                  | Temporada                          | Liga | Liga | Liga | Liga | Copa nacional | Copa nacional | Copa nacional | Copa nacional | Copa continental | Copa continental | Copa continental | Copa continental | Otras copas | Otras copas | Otras copas | Otras copas | Total | Total | Total | Total | % Efectividad |
| Club                  | Temporada                          | PJ   | G    | E    | P    | PJ            | G             | E             | P             | PJ               | G                | E                | P                | PJ          | G           | E           | P           | PJ    | G     | E     | P     | % Efectividad |
| --------------------- | ---------------------------------- | ---- | ---- | ---- | ---- | ------------- | ------------- | ------------- | ------------- | ---------------- | ---------------- | ---------------- | ---------------- | ----------- | ----------- | ----------- | ----------- | ----- | ----- | ----- | ----- | ------------- |
| C.D. Coslada Femenino | 1997-98 (?)                        |      |      |      |      | -             | -             | -             | -             | -                | -                | -                | -                | -           | -           | -           | -           | ?     | ?     | ?     | ?     | ?             |
| C.D. Coslada Femenino | 1998-99 (?)                        |      |      |      |      | -             | -             | -             | -             | -                | -                | -                | -                | -           | -           | -           | -           | ?     | ?     | ?     | ?     | ?             |
| C.D. Coslada Femenino | 1999-00 (Segunda División)         |      |      |      |      | -             | -             | -             | -             | -                | -                | -                | -                | -           | -           | -           | -           | ?     | ?     | ?     | ?     | ?             |
| C.D. Coslada Femenino | 2000-01 (Primera División Grupo 2) | 26   | 6    | 6    | 14   | -             | -             | -             | -             | -                | -                | -                | -                | -           | -           | -           | -           | 26    | 6     | 6     | 14    | 30.77         |
| C.D. Coslada Femenino | Total                              | 26   | 6    | 6    | 14   | -             | -             | -             | -             | -                | -                | -                | -                | -           | -           | -           | -           | 26    | 6     | 6     | 14    | 30.77         |
| Atlético de Madrid    | 2001-02 (Primera Nacional)         | ?    | ?    | ?    | ?    | -             | -             | -             | -             | -                | -                | -                | -                | -           | -           | -           | -           | ?     | ?     | ?     | ?     | ?             |
| Atlético de Madrid    | 2002-03 (Preferente Regional)      | 26   | 20   | 4    | 2    | -             | -             | -             | -             | -                | -                | -                | -                | -           | -           | -           | -           | 26    | 20    | 4     | 2     | 82.05         |
| Atlético de Madrid    | 2003-04 (Primera Nacional)         | 28   | 18   | 6    | 4    | -             | -             | -             | -             | -                | -                | -                | -                | -           | -           | -           | -           | 28    | 18    | 6     | 4     | 71.43         |
| Atlético de Madrid    | 2004-05 (Primera Nacional)         | 24   | 20   | 3    | 1    | -             | -             | -             | -             | -                | -                | -                | -                | -           | -           | -           | -           | 24    | 20    | 3     | 1     | 87.50         |
| Atlético de Madrid    | 2005-06 (Primera Nacional)         | 27   | 25   | 1    | 1    | -             | -             | -             | -             | -                | -                | -                | -                | -           | -           | -           | -           | 27    | 25    | 1     | 1     | 93.83         |
| Atlético de Madrid    | 2006-07 (Superliga)                | 26   | 8    | 7    | 11   | 2             | 0             | 0             | 2             | -                | -                | -                | -                | -           | -           | -           | -           | 28    | 8     | 7     | 13    | 36.90         |
| Atlético de Madrid    | 2007-08 (Superliga)                | 26   | 11   | 3    | 12   | 4             | 2             | 0             | 2             | -                | -                | -                | -                | -           | -           | -           | -           | 30    | 13    | 3     | 14    | 46.67         |
| Atlético de Madrid    | Total                              | 157  | 102  | 24   | 31   | 6             | 2             | 0             | 4             | -                | -                | -                | -                | -           | -           | -           | -           | 163   | 104   | 24    | 35    | 68.71         |
| Atlético de Madrid C  | 2010-11 (Preferente Regional)      | 32   | 26   | 6    | 0    | -             | -             | -             | -             | -                | -                | -                | -                | -           | -           | -           | -           | 32    | 26    | 6     | 0     | 87.50         |
| Atlético de Madrid C  | Total                              | 32   | 26   | 6    | 0    | -             | -             | -             | -             | -                | -                | -                | -                | -           | -           | -           | -           | 32    | 26    | 6     | 0     | 87.50         |
| Atlético de Madrid B  | 2011-12 (Segunda División)         | 26   | 16   | 2    | 8    | -             | -             | -             | -             | -                | -                | -                | -                | -           | -           | -           | -           | 26    | 16    | 2     | 8     | 64.10         |
| Atlético de Madrid B  | Total                              | 26   | 16   | 2    | 8    | -             | -             | -             | -             | -                | -                | -                | -                | -           | -           | -           | -           | 26    | 16    | 2     | 8     | 64.10         |
| Total en su carrera   | Total en su carrera                | 241  | 150  | 38   | 53   | 6             | 2             | 0             | 4             | -                | -                | -                | -                | -           | -           | -           | -           | 247   | 152   | 38    | 57    | 66.67         |

Sólo incluye partidos en equipos sénior 

### Palmarés

#### Distinciones individuales
| Distinción                                   | Año  |
| -------------------------------------------- | ---- |
| Insignia de Plata del Comité de entrenadores | 2016 |
| Premio especial de la FIDS                   | 2023 |
| Premio Almudena Grandes                      | 2024 |

##### Otros logros
| |
| - Ascenso a Primera División, con C.D. Coslada (1999/2000) - Ascenso a Preferente Madrileña, con Atlético de Madrid (2001/02) - Ascenso a Primera Nacional, con Atlético de Madrid (2002/03) - Ascenso a Superliga, con Atlético de Madrid (2005/06) |